# Bahnstrecke Lianyungang–Lanzhou
| |     | Darstellung:                          |                                       |
| Bahnhof quer                                                                                                 |     | Bahnhof 1. Klasse                     | Bahnhof 1. Klasse                     |
| Bahnhof quer · Dienststation / Betriebs- oder Güterbahnhof quer                                              |     | Bahnhof 2. Klasse / Gbhf.             | Bahnhof 2. Klasse / Gbhf.             |
| Haltepunkt / Haltestelle quer · Blockstelle quer                                                             |     | Bahnhof 3.+4. Klasse / Betriebsstelle | Bahnhof 3.+4. Klasse / Betriebsstelle |
| |     | Gbhf. – Güterbahnhof                  |                                       |
| |     |                                       |                                       |
| | 0   | Lianyun in Lianyungang, S-Bahn        | Lianyun in Lianyungang, S-Bahn        |
| | 7   | Xugou (S-Bahn Lianyungang)            | Xugou (S-Bahn Lianyungang)            |
| Dienststation / Betriebs- oder Güterbahnhof links · Abzweig geradeaus und von rechts                         |     | Xugou Nord Gbhf.                      | Xugou Nord Gbhf.                      |
| Bahnhof mit S-Bahn-Halt                                                                                      | 12  | Lianyungang Ost ehem. Zhongyun        | Lianyungang Ost ehem. Zhongyun        |
| Strecke · Haltepunkt / Haltestelle Streckenanfang                                                            |     | Xuwei Ausbau                          | Xuwei Ausbau                          |
| Strecke · Betriebsstelle Streckenanfang                                                                      |     | Logistikpark Shannan, Gbhf.           | Logistikpark Shannan, Gbhf.           |
| Strecke · Blockstelle                                                                                        |     | Shannan, Gbhf.                        | Shannan, Gbhf.                        |
| Strecke |     | Dongxin, Gbhf.                        | Dongxin, Gbhf.                        |
| Abzweig geradeaus und von links · Strecke nach rechts                                                        |     |                                       |                                       |
| Bahnhof mit S-Bahn-Halt                                                                                      | 19  | Yuntaishan S-Bahn Lianyungang         | Yuntaishan S-Bahn Lianyungang         |
| | 24  | Yantuo (S-Bahn Lianyungang)           | Yantuo (S-Bahn Lianyungang)           |
| Abzweig geradeaus, nach links und von rechts · Strecke von rechts                                            |     | von Qingdao                           | von Qingdao                           |
| Strecke · Betriebsstelle Strecke ab hier außer Betrieb                                                       |     | Xinpu Ost, Gbhf.                      | Xinpu Ost, Gbhf.                      |
| Strecke · Bahnhof (Strecke außer Betrieb)                                                                    |     | Xinpu (ehem. Stadtbahnhof)            | Xinpu (ehem. Stadtbahnhof)            |
| Bahnhof mit S-Bahn-Halt · Strecke (außer Betrieb)                                                            | 33  | Lianyungang in Haizhou, S-Bahn        | Lianyungang in Haizhou, S-Bahn        |
| Abzweig geradeaus und ehemals von links · Strecke nach rechts (außer Betrieb)                                |     |                                       |                                       |
| Abzweig geradeaus, nach links und von links                                                                  |     | nach Yancheng                         | nach Yancheng                         |
| Abzweig geradeaus und nach links                                                                             |     | Schnellfahrstrecke Lianyungang–Xuzhou | Schnellfahrstrecke Lianyungang–Xuzhou |
| Haltepunkt / Haltestelle                                                                                     | 47  | Baozhuang                             | Baozhuang                             |
| Haltepunkt / Haltestelle                                                                                     | 56  | Baitabu                               | Baitabu                               |
| Abzweig geradeaus und von links                                                                              |     | Schnellfahrstrecke Lianyungang–Xuzhou | Schnellfahrstrecke Lianyungang–Xuzhou |
| Haltepunkt / Haltestelle                                                                                     | 73  | Donghai Xian                          | Donghai Xian                          |
| Abzweig geradeaus und nach links                                                                             |     | Schnellfahrstrecke Lianyungang–Xuzhou | Schnellfahrstrecke Lianyungang–Xuzhou |
| Haltepunkt / Haltestelle                                                                                     | 90  | Ahu Stadt                             | Ahu Stadt                             |
| Haltepunkt / Haltestelle                                                                                     | 100 | Xutangzhuang                          | Xutangzhuang                          |
| Abzweig geradeaus und von links                                                                              |     | von Changxing                         | von Changxing                         |
| Bahnhof | 114 | Xinyi                                 | Xinyi                                 |
| Dienststation / Betriebs- oder Güterbahnhof                                                                  | 118 | Xinyi West                            | Xinyi West                            |
| Abzweig geradeaus und nach rechts                                                                            |     | nach Jiaozhou                         | nach Jiaozhou                         |
| Haltepunkt / Haltestelle                                                                                     | 125 | Wayao                                 | Wayao                                 |
| ehemaliger Haltepunkt / Haltestelle                                                                          |     | Caoqiao (ehem. Bahnhof)               | Caoqiao (ehem. Bahnhof)               |
| | 143 | Paoche                                | Paoche                                |
| Strecke von links                                                                                            |     | Schnellfahrstrecke Lianyungang–Xuzhou | Schnellfahrstrecke Lianyungang–Xuzhou |
| Bahnhof | 151 | Pizhou                                | Pizhou                                |
| Brücke über Wasserlauf                                                                                       |     | Kaiserkanal                           | Kaiserkanal                           |
| Abzweig geradeaus und von rechts                                                                             |     | von Industriegebiet                   | von Industriegebiet                   |
| Haltepunkt / Haltestelle                                                                                     |     | Nianzhuang                            | Nianzhuang                            |
| Strecke nach links                                                                                           |     | Schnellfahrstrecke Lianyungang–Xuzhou | Schnellfahrstrecke Lianyungang–Xuzhou |
| Haltepunkt / Haltestelle                                                                                     | 188 | Daxujia                               | Daxujia                               |
| | 206 | Damiao                                | Damiao                                |
| Strecke von links · Kreuzung geradeaus unten                                                                 |     | Schnellfahrstrecke Lianyungang–Xuzhou | Schnellfahrstrecke Lianyungang–Xuzhou |
| Abzweig geradeaus und von links · Kreuzung geradeaus unten                                                   |     | SFS Peking–Shanghai u. nach Yancheng  | SFS Peking–Shanghai u. nach Yancheng  |
| Strecke |     | Xuzhou Ost Schnellfahrstrecke, Metro  | Xuzhou Ost Schnellfahrstrecke, Metro  |
| Abzweig geradeaus und nach rechts · Haltepunkt / Haltestelle                                                 | 213 | Dahu                                  | Dahu                                  |
| Strecke · ehemaliger Haltepunkt / Haltestelle                                                                |     | Yaochang (ehem. Bahnhof)              | Yaochang (ehem. Bahnhof)              |
| Strecke · Abzweig geradeaus und von links                                                                    |     | von Shanghai                          | von Shanghai                          |
| Strecke · Dienststation / Betriebs- oder Güterbahnhof                                                        |     | Xuzhou Süd Gbhf.                      | Xuzhou Süd Gbhf.                      |
| Strecke · U-Bahn-Strecke quer (im Tunnel)                                                                    | 223 | Xuzhou zur Xuzhou Metro               | Xuzhou zur Xuzhou Metro               |
| Strecke · Abzweig geradeaus und nach rechts                                                                  |     | nach Peking                           | nach Peking                           |
| Strecke · Bahnhof                                                                                            |     | Xuzhou West                           | Xuzhou West                           |
| Strecke · Haltepunkt / Haltestelle                                                                           |     | Tongshan                              | Tongshan                              |
| Strecke nach links · Kreuzung geradeaus unten, links und rechts                                              |     | Schnellfahrstrecke Xuzhou–Lanzhou     | Schnellfahrstrecke Xuzhou–Lanzhou     |
| Blockstelle                                                                                                  | 238 | Jiahezhai, Gbhf.                      | Jiahezhai, Gbhf.                      |
| Abzweig geradeaus und nach links                                                                             |     | Bahnstrecke Fuliji–Jiahezhai          | Bahnstrecke Fuliji–Jiahezhai          |
| Haltepunkt / Haltestelle                                                                                     | 241 | Shatang                               | Shatang                               |
| Abzweig geradeaus und nach rechts                                                                            |     | nach Pei u. Feng                      | nach Pei u. Feng                      |
| ehemaliger Haltepunkt / Haltestelle                                                                          |     | Haozhai (ehem. Bahnhof)               | Haozhai (ehem. Bahnhof)               |
| Grenze |     | Provinzgrenze Jiangsu / Anhui         | Provinzgrenze Jiangsu / Anhui         |
| Haltepunkt / Haltestelle                                                                                     | 257 | Yanglou                               | Yanglou                               |
| Haltepunkt / Haltestelle                                                                                     | 272 | Huangkou                              | Huangkou                              |
| Haltepunkt / Haltestelle                                                                                     | 292 | Lizhuang                              | Lizhuang                              |
| Haltepunkt / Haltestelle                                                                                     | 306 | Dangshan                              | Dangshan                              |
| Kreuzung geradeaus unten                                                                                     |     | Schnellfahrstrecke Xuzhou–Lanzhou     | Schnellfahrstrecke Xuzhou–Lanzhou     |
| Grenze |     | Provinzgrenze Anhui / Henan           | Provinzgrenze Anhui / Henan           |
| Haltepunkt / Haltestelle                                                                                     |     | Yangji                                | Yangji                                |
| Haltepunkt / Haltestelle                                                                                     | 334 | Xiayi                                 | Xiayi                                 |
| Haltepunkt / Haltestelle                                                                                     | 349 | Yucheng Xian                          | Yucheng Xian                          |
| Haltepunkt / Haltestelle                                                                                     | 350 | Zhanggezhuang                         | Zhanggezhuang                         |
| Blockstelle                                                                                                  |     | Beidongzha, Gbhf.                     | Beidongzha, Gbhf.                     |
| Strecke |     | Schnellfahrstrecke Xuzhou–Lanzhou     | Schnellfahrstrecke Xuzhou–Lanzhou     |
| Abzweig geradeaus und von links · Kreuzung geradeaus unten                                                   |     | SFS von Hongkong u. Hangzhou          | SFS von Hongkong u. Hangzhou          |
| Kreuzung geradeaus oben · Kreuzung geradeaus oben und rechts                                                 |     | Bahnstrecke Peking–Kowloon            | Bahnstrecke Peking–Kowloon            |
| Strecke nach links · Strecke von rechts und von halblinks                                                    |     |                                       |                                       |
| Bahnhof | 369 | Shangqiu                              | Shangqiu                              |
| Strecke |     | Shangqiu West Gbhf.                   | Shangqiu West Gbhf.                   |
| Abzweig geradeaus und nach rechts                                                                            |     | SFS Peking–Shangqiu (im Bau)          | SFS Peking–Shangqiu (im Bau)          |
| Strecke |     | Xieji                                 | Xieji                                 |
| Strecke nach rechts und nach rechts                                                                          |     | Schnellfahrstrecke Xuzhou–Lanzhou     | Schnellfahrstrecke Xuzhou–Lanzhou     |
| Haltepunkt / Haltestelle                                                                                     | 404 | Ningling Xian                         | Ningling Xian                         |
| Haltepunkt / Haltestelle                                                                                     | 421 | Minquan                               | Minquan                               |
| Kreuzung geradeaus unten                                                                                     |     | Schnellfahrstrecke Xuzhou–Lanzhou     | Schnellfahrstrecke Xuzhou–Lanzhou     |
| Kreuzung geradeaus unten                                                                                     |     | Schnellfahrstrecke Rizhao–Lankao      | Schnellfahrstrecke Rizhao–Lankao      |
| Blockstelle                                                                                                  |     | Neihuangji, Gbhf.                     | Neihuangji, Gbhf.                     |
| Haltepunkt / Haltestelle                                                                                     | 457 | Lankao                                | Lankao                                |
| Kreuzung geradeaus unten                                                                                     |     | Schnellfahrstrecke Xuzhou–Lanzhou     | Schnellfahrstrecke Xuzhou–Lanzhou     |
| Haltepunkt / Haltestelle                                                                                     | 469 | Luowang                               | Luowang                               |
| Haltepunkt / Haltestelle                                                                                     | 486 | Xinglong Zhuang                       | Xinglong Zhuang                       |
| Haltepunkt / Haltestelle                                                                                     |     | Kaifeng Ost                           | Kaifeng Ost                           |
| Bahnhof | 500 | Kaifeng                               | Kaifeng                               |
| Abzweig geradeaus und nach rechts                                                                            |     | nach Zhengzhou Ost                    | nach Zhengzhou Ost                    |
| Haltepunkt / Haltestelle                                                                                     | 509 | Xinghuaying                           | Xinghuaying                           |
| Haltepunkt / Haltestelle                                                                                     | 524 | Shaogangji                            | Shaogangji                            |
| Haltepunkt / Haltestelle                                                                                     | 532 | Zhongmu                               | Zhongmu                               |
| Haltepunkt / Haltestelle                                                                                     | 541 | Zhanyang                              | Zhanyang                              |
| Dienststation / Betriebs- oder Güterbahnhof                                                                  | 558 | Putian Gbhf.                          | Putian Gbhf.                          |
| Kreuzung geradeaus unten                                                                                     |     | Schnellfahrstrecke Xuzhou–Lanzhou     | Schnellfahrstrecke Xuzhou–Lanzhou     |
| Kreuzung geradeaus unten                                                                                     |     | Schnellfahrstrecke Peking–Hongkong    | Schnellfahrstrecke Peking–Hongkong    |
| Dienststation / Betriebs- oder Güterbahnhof                                                                  |     | Putian West Gbhf.                     | Putian West Gbhf.                     |
| Abzweig geradeaus und von links                                                                              |     | von Guangzhou                         | von Guangzhou                         |
| U-Bahn-Bahnhof quer (im Tunnel) · Turmbahnhof mit U-Bahn mit Tunnelstrecke · U-Bahn-Strecke quer (im Tunnel) | 572 | Zhengzhou zur U-Bahn Zhengzhou        | Zhengzhou zur U-Bahn Zhengzhou        |
| |     |                                       | weiter in Richtung Xi’an/Lanzhou      |

| |      | Darstellung:                          |                                       |
| Bahnhof quer                                                                                                 |      | Bahnhof 1. Klasse                     | Bahnhof 1. Klasse                     |
| Bahnhof quer · Dienststation / Betriebs- oder Güterbahnhof quer                                              |      | Bahnhof 2. Klasse / Gbhf.             | Bahnhof 2. Klasse / Gbhf.             |
| Haltepunkt / Haltestelle quer · Blockstelle quer                                                             |      | Bahnhof 3.+4. Klasse / Betriebsstelle | Bahnhof 3.+4. Klasse / Betriebsstelle |
| |      | Gbhf. – Güterbahnhof                  |                                       |
| |      |                                       |                                       |
| |      |                                       | weiter aus Lianyungang                |
| U-Bahn-Bahnhof quer (im Tunnel) · Turmbahnhof mit U-Bahn mit Tunnelstrecke · U-Bahn-Strecke quer (im Tunnel) | 572  | Zhengzhou zur U-Bahn Zhengzhou        | Zhengzhou zur U-Bahn Zhengzhou        |
| Abzweig geradeaus und nach rechts                                                                            |      | nach Peking                           | nach Peking                           |
| Abzweig geradeaus, nach rechts und von rechts                                                                |      | nach Betriebsbhf. Zhengzhou Nord      | nach Betriebsbhf. Zhengzhou Nord      |
| Blockstelle                                                                                                  | 577  | Zhongyuan, Gbhf.                      | Zhongyuan, Gbhf.                      |
| Abzweig geradeaus, nach rechts und von links                                                                 |      | von Huange, nach Zhengzhou West       | von Huange, nach Zhengzhou West       |
| Haltepunkt / Haltestelle                                                                                     | 584  | Tielu                                 | Tielu                                 |
| Haltepunkt / Haltestelle                                                                                     | 590  | Guandimiao                            | Guandimiao                            |
| Haltepunkt / Haltestelle                                                                                     | 598  | Xingyang                              | Xingyang                              |
| Bahnhof | 609  | Shangjie                              | Shangjie                              |
| Abzweig geradeaus und nach links                                                                             |      | nach Industriegebiet                  | nach Industriegebiet                  |
| Haltepunkt / Haltestelle                                                                                     | 620  | Mugou                                 | Mugou                                 |
| Haltepunkt / Haltestelle                                                                                     | 632  | Gongyi Ost                            | Gongyi Ost                            |
| Abzweig geradeaus und von links                                                                              |      | von Industriegebiet                   | von Industriegebiet                   |
| Haltepunkt / Haltestelle                                                                                     | 642  | Gongyi                                | Gongyi                                |
| Brücke über Wasserlauf                                                                                       |      | Südlicher Luo He                      | Südlicher Luo He                      |
| Haltepunkt / Haltestelle                                                                                     | 648  | Heishiguan                            | Heishiguan                            |
| Bahnhof | 662  | Yanshi                                | Yanshi                                |
| Haltepunkt / Haltestelle                                                                                     | 670  | Shouyangshan                          | Shouyangshan                          |
| Haltepunkt / Haltestelle                                                                                     | 681  | Baimasi                               | Baimasi                               |
| Kreuzung geradeaus unten                                                                                     |      | Bahnstrecke Jiaozuo–Liuzhou           | Bahnstrecke Jiaozuo–Liuzhou           |
| Bahnhof | 691  | Luoyang Ost                           | Luoyang Ost                           |
| U-Bahn-Strecke quer (im Tunnel) · U-Bahn-Strecke quer (im Tunnel)                                            | 696  | Luoyang zur Luoyang Subway            | Luoyang zur Luoyang Subway            |
| Blockstelle                                                                                                  | 703  | Luoyang West, Gbhf.                   | Luoyang West, Gbhf.                   |
| Haltepunkt / Haltestelle                                                                                     | 711  | Cijian                                | Cijian                                |
| Haltepunkt / Haltestelle                                                                                     | 724  | Xin’an Xian                           | Xin’an Xian                           |
| Haltepunkt / Haltestelle                                                                                     | 733  | Nangangcun                            | Nangangcun                            |
| Haltepunkt / Haltestelle                                                                                     | 738  | Tiemen                                | Tiemen                                |
| Bahnhof | 751  | Yima                                  | Yima                                  |
| Bahnhof | 765  | Mianchi                               | Mianchi                               |
| Abzweig quer und von links · Abzweig geradeaus und nach rechts                                               |      | nach Industriegebiete Zhangcun        | nach Industriegebiete Zhangcun        |
| Haltepunkt / Haltestelle                                                                                     | 774  | Yinghao                               | Yinghao                               |
| Haltepunkt / Haltestelle                                                                                     | 784  | Guanyintang                           | Guanyintang                           |
| Haltepunkt / Haltestelle                                                                                     | 797  | Miaogou                               | Miaogou                               |
| Haltepunkt / Haltestelle                                                                                     | 804  | Zhangmao                              | Zhangmao                              |
| Haltepunkt / Haltestelle                                                                                     | 812  | Jiaokou                               | Jiaokou                               |
| |      | Umfahrung Sanmexia (im Bau)           |                                       |
| Haltepunkt / Haltestelle Streckenanfang (Strecke außer Betrieb) · Strecke                                    |      | Da’an (ehem. Bahnhof)                 | Da’an (ehem. Bahnhof)                 |
| Bahnhof Streckenende                                                                                         | 818  | Sanmenxia in Hubin                    | Sanmenxia in Hubin                    |
| Abzweig geradeaus und von links · Abzweig geradeaus und nach rechts                                          |      | zum Industriegebiet, ehem. von Da’an  | zum Industriegebiet, ehem. von Da’an  |
| Betriebsstelle Streckenende · Strecke                                                                        |      | Huixing, Gbhf. (ehem. Stadtbahnhof)   | Huixing, Gbhf. (ehem. Stadtbahnhof)   |
| Haltepunkt / Haltestelle Streckenende                                                                        |      | Hejiazhuang                           | Hejiazhuang                           |
| Kreuzung geradeaus unten und geradeaus unten                                                                 |      | Schnellfahrstrecke Xuzhou–Lanzhou     | Schnellfahrstrecke Xuzhou–Lanzhou     |
| |      |                                       |                                       |
| Haltepunkt / Haltestelle                                                                                     | 830  | Zhangjiawan                           | Zhangjiawan                           |
| Kreuzung geradeaus unten und rechts                                                                          |      | Bahnstrecke Haolebaoji–Ji’an          | Bahnstrecke Haolebaoji–Ji’an          |
| Bahnhof | 841  | Sanmenxia West                        | Sanmenxia West                        |
| Haltepunkt / Haltestelle                                                                                     | 848  | Wuyuancun (in Shanzhou)               | Wuyuancun (in Shanzhou)               |
| Haltepunkt / Haltestelle                                                                                     | 859  | Yangdian                              | Yangdian                              |
| Haltepunkt / Haltestelle                                                                                     |      | Chuankou                              | Chuankou                              |
| Haltepunkt / Haltestelle                                                                                     | 871  | Lingbao                               | Lingbao                               |
| Haltepunkt / Haltestelle                                                                                     | 879  | Jiaocun                               | Jiaocun                               |
| Haltepunkt / Haltestelle                                                                                     | 892  | Wenxiang                              | Wenxiang                              |
| Haltepunkt / Haltestelle                                                                                     |      | Gaobai                                | Gaobai                                |
| Haltepunkt / Haltestelle                                                                                     | 916  | Guxian                                | Guxian                                |
| Haltepunkt / Haltestelle                                                                                     | 932  | Yuling                                | Yuling                                |
| Grenze |      | Provinzgrenze Henan / Shaanxi         | Provinzgrenze Henan / Shaanxi         |
| Haltepunkt / Haltestelle                                                                                     | 939  | Taiyao (ehem. Qili)                   | Taiyao (ehem. Qili)                   |
| Haltepunkt / Haltestelle                                                                                     | 948  | Tongguan                              | Tongguan                              |
| Abzweig geradeaus und von rechts                                                                             |      | von Datong                            | von Datong                            |
| Bahnhof | 960  | Mengyuan                              | Mengyuan                              |
| Haltepunkt / Haltestelle                                                                                     | 968  | Huashan                               | Huashan                               |
| Blockstelle                                                                                                  | 974  | Taoxia                                | Taoxia                                |
| Blockstelle                                                                                                  | 979  | Luofu                                 | Luofu                                 |
| Blockstelle                                                                                                  | 985  | Liuzhi                                | Liuzhi                                |
| Blockstelle                                                                                                  | 991  | Lianhuasi                             | Lianhuasi                             |
| Haltepunkt / Haltestelle                                                                                     | 998  | Huazhou                               | Huazhou                               |
| Blockstelle                                                                                                  | 1015 | Shuyuan                               | Shuyuan                               |
| Bahnhof | 1027 | Weinan in Linwei                      | Weinan in Linwei                      |
| Abzweig geradeaus und von links                                                                              |      | von Nanjing                           | von Nanjing                           |
| Haltepunkt / Haltestelle                                                                                     | 1039 | Lingkou                               | Lingkou                               |
| Abzweig geradeaus, nach rechts und von rechts                                                                |      | nach Baotou                           | nach Baotou                           |
| Dienststation / Betriebs- oder Güterbahnhof                                                                  | 1048 | Xinfeng Stadt Gbhf.                   | Xinfeng Stadt Gbhf.                   |
| Abzweig quer, von links und von rechts · Abzweig geradeaus und nach rechts                                   |      | Nordumfahrung Xi’an nach Maoling      | Nordumfahrung Xi’an nach Maoling      |
| Strecke |      | zur Bahnstrecke Xi’an–Ankang          | zur Bahnstrecke Xi’an–Ankang          |
| Haltepunkt / Haltestelle                                                                                     | 1056 | Lintong                               | Lintong                               |
| Abzweig geradeaus und von rechts                                                                             |      | SFS von Datong, SFS Xuzhou–Lanzhou    | SFS von Datong, SFS Xuzhou–Lanzhou    |
| Haltepunkt / Haltestelle                                                                                     | 1066 | Yaocun                                | Yaocun                                |
| Abzweig ehemals quer und nach links · Kreuzung geradeaus unten und links                                     |      | von Yan’an, nach Wuhan, Ankang u.a.   | von Yan’an, nach Wuhan, Ankang u.a.   |
| Blockstelle                                                                                                  | 1073 | Baqiao                                | Baqiao                                |
| Dienststation / Betriebs- oder Güterbahnhof                                                                  | 1079 | Chanba Gbhf.                          | Chanba Gbhf.                          |
| U-Bahn-Strecke quer (im Tunnel) · U-Bahn-Strecke quer (im Tunnel)                                            | 1083 | Xi’an zur U-Bahn Xi’an                | Xi’an zur U-Bahn Xi’an                |
| |      |                                       | weiter nach Lanzhou                   |

| |       | Darstellung:                          |                                       |
| Bahnhof quer                                                                                               |       | Bahnhof 1. Klasse                     | Bahnhof 1. Klasse                     |
| Bahnhof quer · Dienststation / Betriebs- oder Güterbahnhof quer                                            |       | Bahnhof 2. Klasse / Gbhf.             | Bahnhof 2. Klasse / Gbhf.             |
| Haltepunkt / Haltestelle quer · Blockstelle quer                                                           |       | Bahnhof 3.+4. Klasse / Betriebsstelle | Bahnhof 3.+4. Klasse / Betriebsstelle |
| |       | Gbhf. – Güterbahnhof                  |                                       |
| |       |                                       |                                       |
| |       |                                       | weiter aus Lianyungang/Zhengzhou      |
| U-Bahn-Strecke quer (im Tunnel) · U-Bahn-Strecke quer (im Tunnel)                                          | 1083  | Xi’an zur U-Bahn Xi’an                | Xi’an zur U-Bahn Xi’an                |
| Dienststation / Betriebs- oder Güterbahnhof                                                                | 1087  | Lianhu                                | Lianhu                                |
| Haltepunkt / Haltestelle                                                                                   | 1091  | Sanmincun                             | Sanmincun                             |
| Abzweig geradeaus und nach links                                                                           |       | nach Yuxia                            | nach Yuxia                            |
| Haltepunkt / Haltestelle                                                                                   | 1095  | Sanqiao                               | Sanqiao                               |
| Kreuzung geradeaus unten, links und rechts                                                                 |       | Schnellfahrstrecke Xi’an–Chengdu      | Schnellfahrstrecke Xi’an–Chengdu      |
| Haltepunkt / Haltestelle                                                                                   | 1102  | Huangjiazhai                          | Huangjiazhai                          |
| Brücke über Wasserlauf                                                                                     |       | Wei He                                | Wei He                                |
| Abzweig geradeaus, nach rechts und von rechts                                                              |       | Bahnstrecke Xianyang–Tongchuan        | Bahnstrecke Xianyang–Tongchuan        |
| Bahnhof | 1106  | Xianyang                              | Xianyang                              |
| Strecke von rechts und von halblinks                                                                       |       | Schnellfahrstrecke Xuzhou–Lanzhou     | Schnellfahrstrecke Xuzhou–Lanzhou     |
| U-Bahn-Kopfbahnhof Streckenanfang (im Tunnel) · Bahnhof                                                    | 1112  | Xianyang West                         | Xianyang West                         |
| U-Bahn-Strecke nach links (im Tunnel) · Kreuzung mit Tunnelstrecke · U-Bahn-Strecke quer (im Tunnel)       |       | U-Bahn Xi’an                          | U-Bahn Xi’an                          |
| Überleitstelle / Spurwechsel rechts                                                                        |       |                                       |                                       |
| Strecke geradeaus und von rechts                                                                           |       | Nordumfahrung Xi’an von Xinfeng       | Nordumfahrung Xi’an von Xinfeng       |
| Strecke | 1117  | Maoling                               | Maoling                               |
| Strecke geradeaus und nach rechts                                                                          |       | Bahnstrecke Xi’an-Pingliang           | Bahnstrecke Xi’an-Pingliang           |
| Strecke nach links                                                                                         |       | Schnellfahrstrecke Xuzhou–Lanzhou     | Schnellfahrstrecke Xuzhou–Lanzhou     |
| | 1129  | Xingping                              | Xingping                              |
| Haltepunkt / Haltestelle                                                                                   | 1142  | Maweipo                               | Maweipo                               |
| Haltepunkt / Haltestelle                                                                                   | 1156  | Wugong                                | Wugong                                |
| Haltepunkt / Haltestelle                                                                                   | 1168  | Yangling                              | Yangling                              |
| Haltepunkt / Haltestelle                                                                                   | 1179  | Jiangzhang                            | Jiangzhang                            |
| Haltepunkt / Haltestelle                                                                                   | 1190  | Mei Xian Ost                          | Mei Xian Ost                          |
| Haltepunkt / Haltestelle                                                                                   | 1203  | Mei Xian                              | Mei Xian                              |
| Bahnhof | 1213  | Caijiapo                              | Caijiapo                              |
| Haltepunkt / Haltestelle                                                                                   | 1223  | Yangping                              | Yangping                              |
| Haltepunkt / Haltestelle                                                                                   | 1236  | Guozhen                               | Guozhen                               |
| Abzweig geradeaus, nach rechts und von rechts                                                              |       | Bahnstrecke Baoji–Zhongwei            | Bahnstrecke Baoji–Zhongwei            |
| Blockstelle                                                                                                | 1246  | Wolongsi                              | Wolongsi                              |
| Dienststation / Betriebs- oder Güterbahnhof                                                                | 1252  | Baoji Ost Gbhf.                       | Baoji Ost Gbhf.                       |
| Bahnhof | 1256  | Baoji                                 | Baoji                                 |
| Abzweig geradeaus und nach links                                                                           |       | Bahnstrecke Baoji–Chengdu             | Bahnstrecke Baoji–Chengdu             |
| Haltepunkt / Haltestelle                                                                                   | 1261  | Fulinbu                               | Fulinbu                               |
| Strecke von links · Abzweig geradeaus und nach rechts                                                      |       |                                       |                                       |
| Tunnel · Brücke über Wasserlauf                                                                            |       | Wei He                                | Wei He                                |
| Haltepunkt / Haltestelle · Brücke über Wasserlauf                                                          |       | Fangtangbu                            | Fangtangbu                            |
| Strecke · Brücke über Wasserlauf                                                                           |       | Wei He                                | Wei He                                |
| Blockstelle · Tunnel                                                                                       | 1276  | Guchuan                               | Guchuan                               |
| Tunnel · Blockstelle                                                                                       |       | Chaoyu                                | Chaoyu                                |
| Strecke · Brücke über Wasserlauf                                                                           |       |                                       |                                       |
| Tunnel · Tunnel                                                                                            |       | Wei He                                | Wei He                                |
| Strecke · Brücke über Wasserlauf                                                                           |       |                                       |                                       |
| Blockstelle · Tunnel                                                                                       | 1286  | Pingtou                               | Pingtou                               |
| Blockstelle · Brücke über Wasserlauf                                                                       | 1298  | Yanjiahe                              | Yanjiahe                              |
| Strecke nach links · Kreuzung geradeaus oben · Strecke von rechts (im Tunnel)                              |       |                                       |                                       |
| Strecke von links (außer Betrieb) · Kreuzung (Querstrecke außer Betrieb) · Strecke nach rechts (im Tunnel) |       |                                       |                                       |
| Strecke nach links (außer Betrieb) · Abzweig geradeaus und ehemals von rechts                              |       | alte Bahnstrecke                      | alte Bahnstrecke                      |
| Blockstelle                                                                                                | 1308  | Dongkou                               | Dongkou                               |
| Strecke von links (außer Betrieb) · Abzweig geradeaus und ehemals nach rechts                              |       | alte Bahnstrecke                      | alte Bahnstrecke                      |
| Abzweig ehemals geradeaus und von links · Abzweig geradeaus und nach rechts                                |       |                                       |                                       |
| Tunnel · Brücke über Wasserlauf                                                                            |       | Wei He                                | Wei He                                |
| Strecke · Tunnel                                                                                           |       |                                       |                                       |
| Tunnel · Brücke über Wasserlauf                                                                            |       | Wei He                                | Wei He                                |
| Strecke · Haltepunkt / Haltestelle                                                                         |       | Maijawan                              | Maijawan                              |
| Strecke nach links · Kreuzung geradeaus oben · Strecke von rechts (im Tunnel)                              |       |                                       |                                       |
| Strecke von links · Kreuzung geradeaus oben · Strecke nach rechts (im Tunnel)                              |       |                                       |                                       |
| Tunnel · Brücke über Wasserlauf                                                                            |       | Wei He                                | Wei He                                |
| Blockstelle · Tunnel                                                                                       | 1330  | Shijiatan                             | Shijiatan                             |
| Brücke über Wasserlauf · Strecke                                                                           |       |                                       |                                       |
| Brücke über Wasserlauf · Brücke über Wasserlauf                                                            |       | Wei He                                | Wei He                                |
| Blockstelle · Haltepunkt / Haltestelle                                                                     | 1337  | Tashi / Xin-Tashi                     | Tashi / Xin-Tashi                     |
| Tunnel · Brücke über Wasserlauf                                                                            |       | Wei He                                | Wei He                                |
| Blockstelle · Tunnel                                                                                       | 1348  | Fenggeling                            | Fenggeling                            |
| Tunnel · Brücke über Wasserlauf                                                                            |       | Wei He                                | Wei He                                |
| Strecke nach links · Kreuzung geradeaus unten · Strecke von rechts                                         |       |                                       |                                       |
| Strecke von links und von halblinks · Strecke nach rechts                                                  |       |                                       |                                       |
| Haltepunkt / Haltestelle                                                                                   | 1359  | Jianhe / Xin-Jianhe                   | Jianhe / Xin-Jianhe                   |
| |       |                                       |                                       |
| Grenze |       | Provinzgrenze Shaanxi / Gansu         | Provinzgrenze Shaanxi / Gansu         |
| Haltepunkt / Haltestelle                                                                                   | 1381  | Yuanlong                              | Yuanlong                              |
| Haltepunkt / Haltestelle (Strecke außer Betrieb) · Abzweig geradeaus und ehemals nach rechts               |       | Yuanlong (ehem. Bahnhof)              | Yuanlong (ehem. Bahnhof)              |
| Strecke (außer Betrieb) · Brücke über Wasserlauf                                                           |       | Wei He                                | Wei He                                |
| Strecke (außer Betrieb) · Brücke über Wasserlauf                                                           |       | Wei He                                | Wei He                                |
| Strecke nach links (außer Betrieb) · Abzweig geradeaus und ehemals von rechts                              |       | alte Bahnstrecke                      | alte Bahnstrecke                      |
| Abzweig geradeaus und ehemals nach links · Strecke von rechts (außer Betrieb)                              |       | alte Bahnstrecke                      | alte Bahnstrecke                      |
| Tunnel · Blockstelle (Strecke außer Betrieb)                                                               | 1395  | Boyang (ehem. Bahnhof)                | Boyang (ehem. Bahnhof)                |
| Abzweig geradeaus und ehemals von links · Strecke nach rechts (außer Betrieb)                              |       |                                       |                                       |
| Blockstelle                                                                                                | 1403  | Shetang                               | Shetang                               |
| Kreuzung geradeaus unten                                                                                   |       | von Pingliang u. nach Longnan         | von Pingliang u. nach Longnan         |
| Bahnhof | 1411  | Tianshui in Maiji                     | Tianshui in Maiji                     |
| Strecke von links · Abzweig geradeaus und nach rechts                                                      |       |                                       |                                       |
| Strecke · Brücke über Wasserlauf                                                                           |       | Wei He                                | Wei He                                |
| Blockstelle · Tunnel                                                                                       | 1422  | Yangjiahe                             | Yangjiahe                             |
| Strecke · Brücke über Wasserlauf                                                                           |       | Wei He                                | Wei He                                |
| Strecke nach links · Abzweig geradeaus und von rechts                                                      |       |                                       |                                       |
| Blockstelle                                                                                                |       | Huaishuwan                            | Huaishuwan                            |
| Haltepunkt / Haltestelle                                                                                   | 1429  | Nanhechuan                            | Nanhechuan                            |
| Kreuzung geradeaus unten                                                                                   |       | Schnellfahrstrecke Xuzhou–Lanzhou     | Schnellfahrstrecke Xuzhou–Lanzhou     |
| Brücke über Wasserlauf                                                                                     |       | Wei He                                | Wei He                                |
| Haltepunkt / Haltestelle                                                                                   | 1437  | Sanyangchuan                          | Sanyangchuan                          |
| Haltepunkt / Haltestelle                                                                                   | 1445  | Weinan Stadt (in Maiji)               | Weinan Stadt (in Maiji)               |
| Brücke über Wasserlauf                                                                                     |       | Wei He                                | Wei He                                |
| Haltepunkt / Haltestelle                                                                                   | 1456  | Xinyang Stadt                         | Xinyang Stadt                         |
| Abzweig geradeaus und nach links · Strecke von rechts                                                      |       |                                       |                                       |
| Strecke · Brücke über Wasserlauf                                                                           |       | Wei He                                | Wei He                                |
| Strecke · Brücke über Wasserlauf                                                                           |       | Wei He                                | Wei He                                |
| Abzweig geradeaus und von links · Strecke nach rechts                                                      |       |                                       |                                       |
| Haltepunkt / Haltestelle                                                                                   |       | Weishuiyu                             | Weishuiyu                             |
| Bahnhof | 1478  | Gangu                                 | Gangu                                 |
| Haltepunkt / Haltestelle                                                                                   |       | Zhuyuxiang                            | Zhuyuxiang                            |
| Brücke über Wasserlauf                                                                                     |       | Wei He                                | Wei He                                |
| Haltepunkt / Haltestelle                                                                                   | 1497  | Pan’an Stadt                          | Pan’an Stadt                          |
| Haltepunkt / Haltestelle                                                                                   | 1507  | Luomen                                | Luomen                                |
| Haltepunkt / Haltestelle                                                                                   | 1518  | Wushan                                | Wushan                                |
| Haltepunkt / Haltestelle                                                                                   | 1527  | Hejiadian                             | Hejiadian                             |
| Haltepunkt / Haltestelle                                                                                   |       | Xiejiapo                              | Xiejiapo                              |
| Brücke über Wasserlauf                                                                                     |       | Wei He                                | Wei He                                |
| Haltepunkt / Haltestelle                                                                                   | 1537  | Yuanyang Stadt                        | Yuanyang Stadt                        |
| Brücke über Wasserlauf                                                                                     |       | Wei He                                | Wei He                                |
| Bahnhof | 1557  | Longxi                                | Longxi                                |
| Brücke über Wasserlauf                                                                                     |       | Wei He                                | Wei He                                |
| Haltepunkt / Haltestelle                                                                                   |       | Dahecha                               | Dahecha                               |
| Blockstelle                                                                                                | 1576  | Yuntian Xiang                         | Yuntian Xiang                         |
| Haltepunkt / Haltestelle                                                                                   | 1597  | Tong’anyi                             | Tong’anyi                             |
| Haltepunkt / Haltestelle                                                                                   |       | Mahe Stadt                            | Mahe Stadt                            |
| Haltepunkt / Haltestelle                                                                                   |       | Hanshuicha                            | Hanshuicha                            |
| Haltepunkt / Haltestelle                                                                                   | 1623  | Tangjiabu                             | Tangjiabu                             |
| Kreuzung geradeaus unten                                                                                   |       | Schnellfahrstrecke Xuzhou–Lanzhou     | Schnellfahrstrecke Xuzhou–Lanzhou     |
| Haltepunkt / Haltestelle                                                                                   | 1632  | Jingjiadian                           | Jingjiadian                           |
| Haltepunkt / Haltestelle                                                                                   | 1641  | Dingxi (in Anding)                    | Dingxi (in Anding)                    |
| Haltepunkt / Haltestelle                                                                                   | 1663  | Liangjiaping                          | Liangjiaping                          |
| Kreuzung geradeaus unten                                                                                   |       | Schnellfahrstrecke Xuzhou–Lanzhou     | Schnellfahrstrecke Xuzhou–Lanzhou     |
| Haltepunkt / Haltestelle                                                                                   | 1678  | Lijiaping                             | Lijiaping                             |
| Tunnel |       | Tunnel (ca. 4 km lang)                | Tunnel (ca. 4 km lang)                |
| Kreuzung geradeaus unten                                                                                   |       | Bahnstrecke Lanzhou–Chongqing         | Bahnstrecke Lanzhou–Chongqing         |
| Kreuzung geradeaus unten · Kreuzung geradeaus unten                                                        |       | Schnellfahrstrecke Xuzhou–Lanzhou     | Schnellfahrstrecke Xuzhou–Lanzhou     |
| Haltepunkt / Haltestelle                                                                                   | 1701  | Gancaodian                            | Gancaodian                            |
| Blockstelle                                                                                                | 1707  | Wangjiawan                            | Wangjiawan                            |
| Haltepunkt / Haltestelle                                                                                   | 1716  | Xujiatai                              | Xujiatai                              |
| Abzweig geradeaus und von rechts                                                                           |       | von Chongqing                         | von Chongqing                         |
| Haltepunkt / Haltestelle                                                                                   | 1722  | Xiaguanying                           | Xiaguanying                           |
| Abzweig geradeaus und nach links · Strecke von rechts                                                      |       | weiter auf Lanzhou–Chongqing          | weiter auf Lanzhou–Chongqing          |
| Blockstelle · Tunnelanfang                                                                                 | 1736  | Luotuoxiang, Gbhf.                    | Luotuoxiang, Gbhf.                    |
| Haltepunkt / Haltestelle · Strecke (im Tunnel)                                                             | 1745  | Sangyuanzi                            | Sangyuanzi                            |
| Abzweig ehemals geradeaus, nach rechts und von rechts · Strecke geradeaus (im Tunnel)                      |       | nach Lanzhou Nord u. Baotou           | nach Lanzhou Nord u. Baotou           |
| Abzweig geradeaus und von links · Strecke nach rechts (im Tunnel)                                          |       | Tunnel                                | Tunnel                                |
| Bahnhof | 1754  | Lanzhou Ost                           | Lanzhou Ost                           |
| U-Bahn-Bahnhof (im Tunnel) · Bahnhof                                                                       | 17590 | Lanzhou in Chengguan, U-Bahn          | Lanzhou in Chengguan, U-Bahn          |
| Strecke |       | weiter auf Linie Lanzhou–Xinjiang     | weiter auf Linie Lanzhou–Xinjiang     |
| ehemaliger Dienststation / Betriebs- oder Güterbahnhof                                                     |       | Lanzhou West (ehem. Betriebsbhf.)     | Lanzhou West (ehem. Betriebsbhf.)     |
| Abzweig geradeaus und von links                                                                            |       | Schnellfahrstrecke Xuzhou–Lanzhou     | Schnellfahrstrecke Xuzhou–Lanzhou     |
| U-Bahn-Turmbahnhof mit Tunnelstrecke (im Tunnel) · Turmbahnhof mit U-Bahn mit Tunnelstrecke                | 10    | Lanzhou West U-Bahn Lanzhou           | Lanzhou West U-Bahn Lanzhou           |
| Strecke |       | Bahnstrecke Lanzhou–Xinjiang          | Bahnstrecke Lanzhou–Xinjiang          |
| Strecke |       | Schnellfahrstrecke Lanzhou–Xinjiang   | Schnellfahrstrecke Lanzhou–Xinjiang   |
| Strecke |       | Bahnstrecke Lanzhou–Qinghai           | Bahnstrecke Lanzhou–Qinghai           |

Die Bahnstrecke Lianyungang–Lanzhou (chinesisch 连云港—兰州铁路), auch Longhai-Bahn (chinesisch 陇海铁路), ist eine 1759 Kilometer lange Bahnstrecke in den Provinzen Gansu, Shaanxi, Henan, Anhui und Jiangsu in der Volksrepublik China. Sie verbindet den Hafen von Lianyun, einem Stadtbezirk von Lianyungang am Gelben Meer, mit dem Bahnhof Lanzhou in Gansu. Die Bahnlinie ist der östliche Teil der Neuen eurasischen Kontinentalbrücke.

## Streckenverlauf
Die Bahnstrecke beginnt am Hafen in Lianyun in Jiangsu und wird dort von Nahverkehrszügen und Güterzügen genutzt. Ab dem Bahnhof Lianyungang Ost gibt es Fernzüge. (Der Bahnhof Lianyun hieß bis November 2009 Lianyungang Ost, während der Name des heutigen Bahnhofs Lianyungang Ost bis dahin Zhongyun lautete.) Schließlich beginnt am Bahnhof Lianyungang die parallel laufende Schnellfahrstrecke Lianyungang–Xuzhou und Züge der Bahnstrecke Qingdao–Yancheng halten. In Donghai gibt es einen gemeinsamen Halt mit der Schnellfahrstrecke. Die Longhai-Bahn quert dort den Kaiserkanal. Ein Umsteigebahnhof ist in Xinyi, dort geht es in die Richtungen Changxing und Jiaozhou. In der Millionenstadt Xuzhou besteht Anschluss nach Peking und Shanghai und die Schnellfahrstrecke Lianyungang–Xuzhou endet. Ab Xuzhou läuft die Schnellfahrstrecke Xuzhou–Lanzhou im Großen und Ganzen nebenher. Dann läuft die Linie bei Dangshan durch den nördlichsten Teil Anhuis. Am Bahnhof Shangqiu in Henan besteht eine Umstiegsmöglichkeit zur parallelen Schnellfahrstrecke und zur Schnellfahrstrecke Peking–Hongkong und nach Hangzhou. In Kaifeng liegt der frühere östliche Endbahnhof der Linie. Von dort bis Tongguan verläuft die Bahnstrecke 450 Kilometer lang südlich nahe des Gelben Flusses. In der Metropole Zhengzhou besteht Anschluss nach Guangzhou und an die Schnellfahrstrecke Peking–Guangzhou.

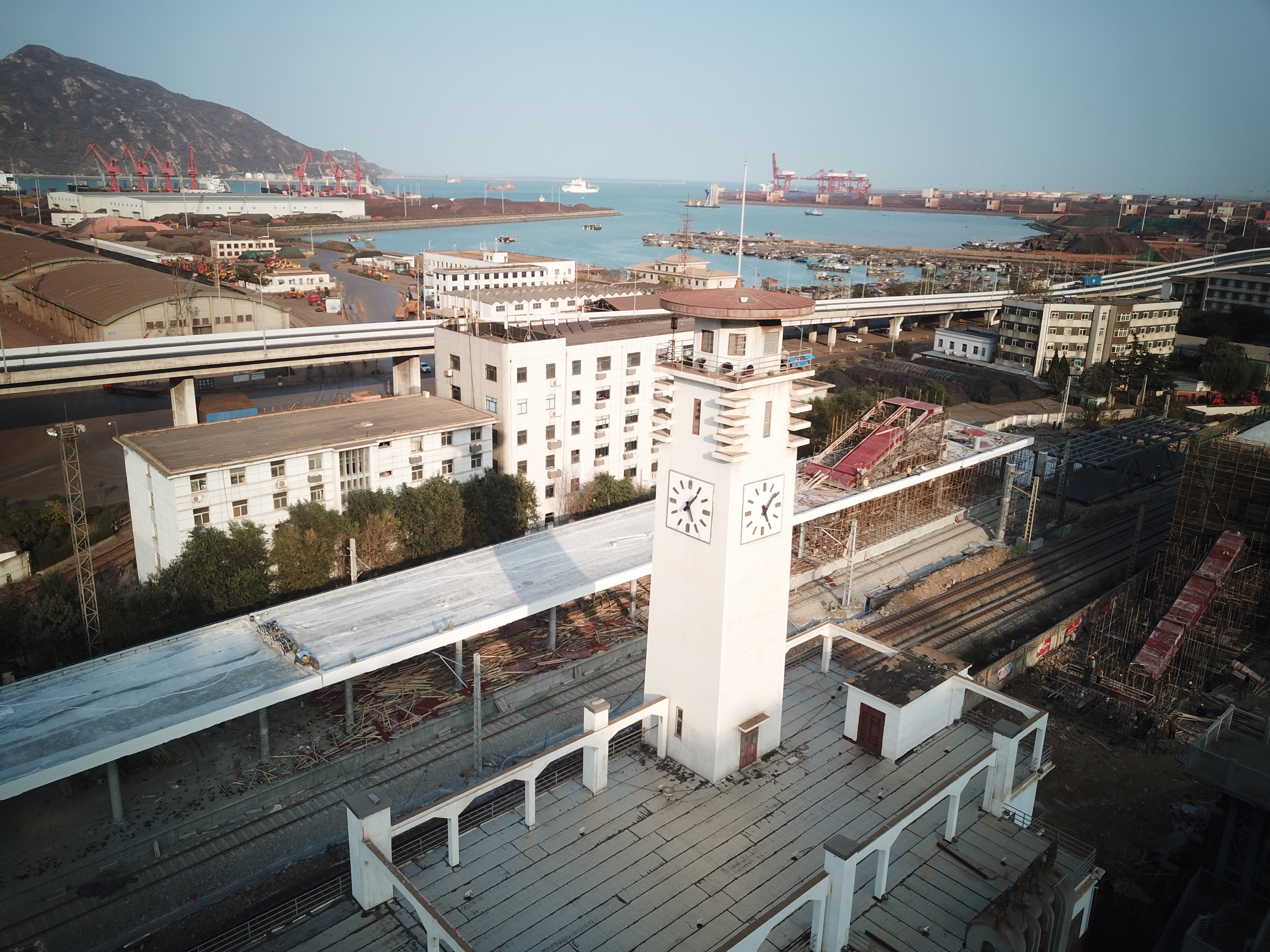
Endstation in Lianyun am Gelben Meer (2019)
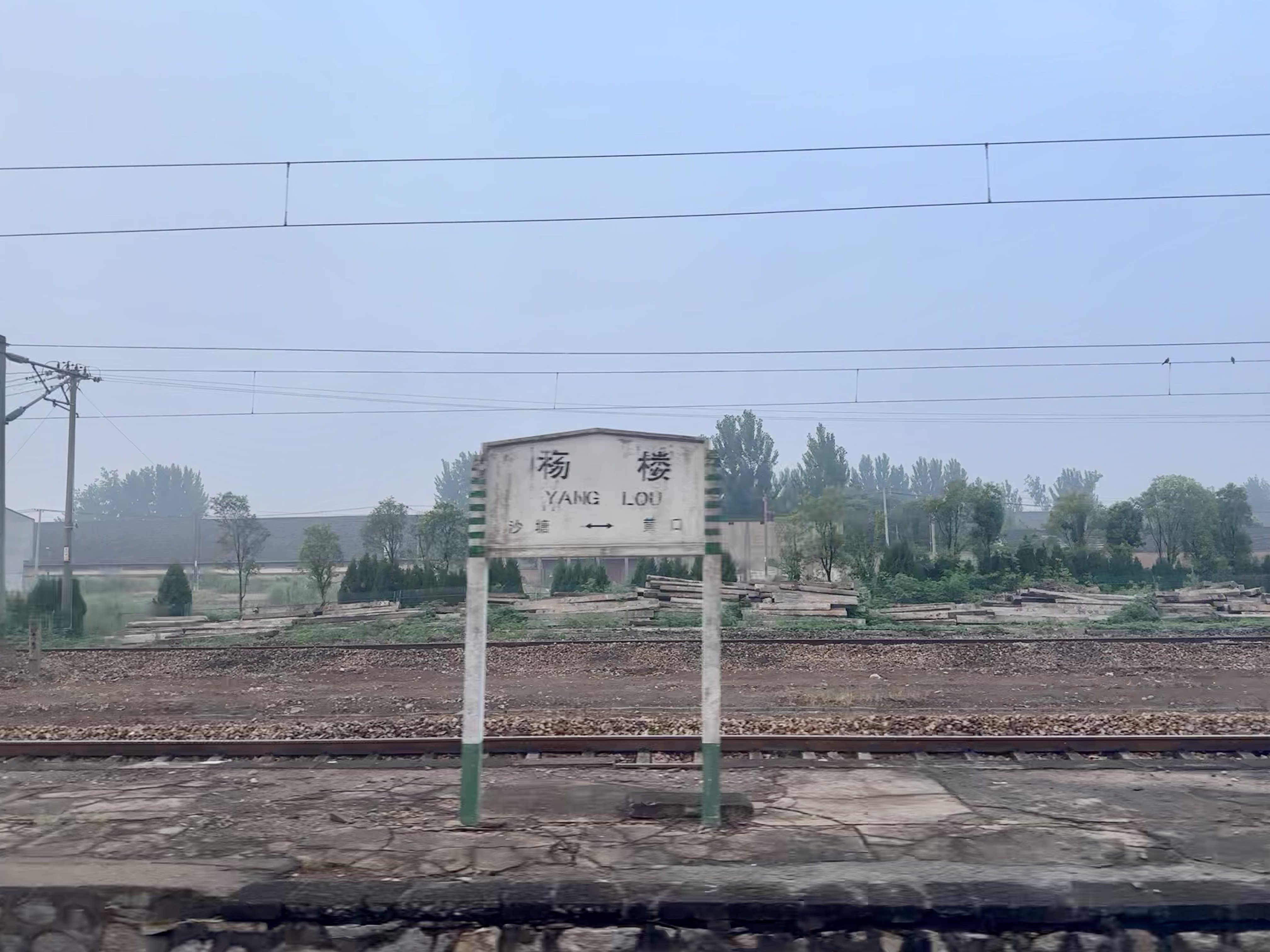
Betriebsstelle Yanglou, Anhui (2024)
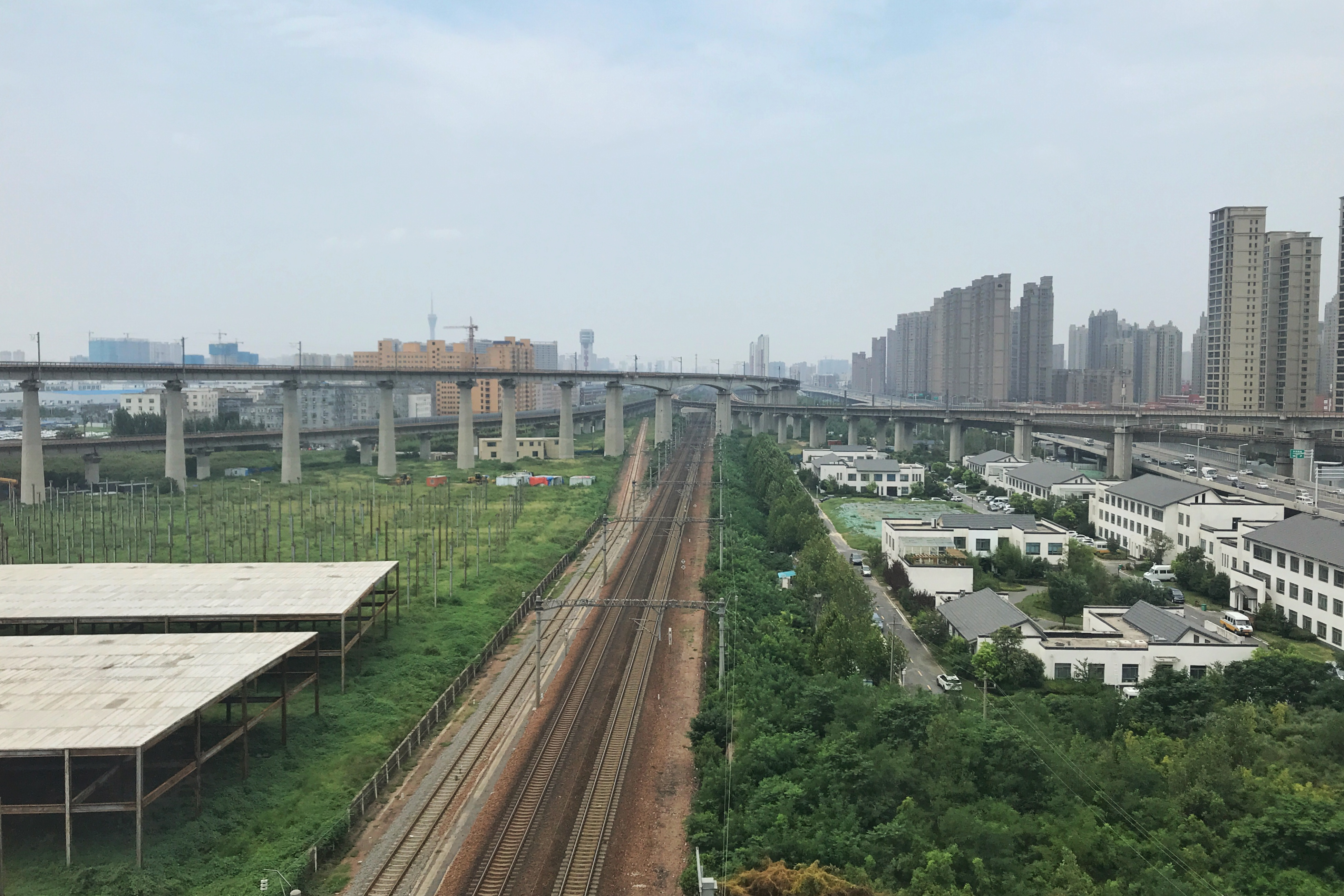
Eisenbahnkreuz bei Putian, Henan (2018)
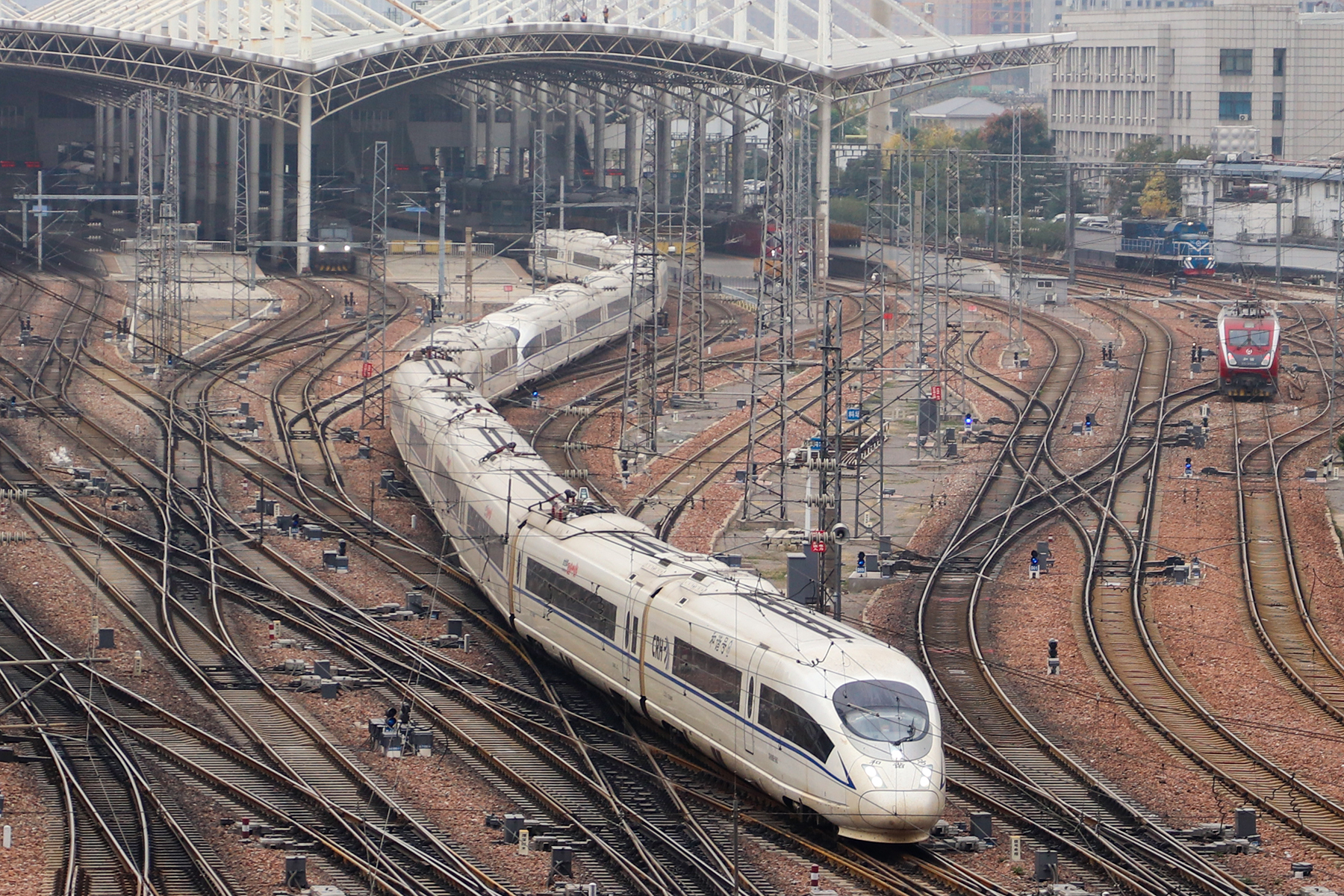
Zug beim Verlassen von Zhengzhou (2020)

Nach Zhengzhou läuft eine Brücke über den Südlichen Luo He. Ein bedeutender Halt befindet sich in der Industriestadt Luoyang. Als westlicher Endpunkt begann die Bahnstrecke dort einst. Etwa ab dem Haltepunkt Tongguan bis Longxi folgt die Strecke dem Fluss Wei He für 600 Kilometer, sie überquert ihn auf zahlreichen Brücken. Die Schnellfahrstrecke kann wieder in der Metropole Xi’an (Provinz Shaanxi) erreicht werden. Dort bestehen Umsteigemöglichkeiten zur Schnellfahrstrecke Xi’an–Chengdu, zur geplanten Schnellfahrstrecke Xi’an–Yan’an sowie nach Ankang, Chongqing und Wuhan. Von Xi’an fahren Züge direkt über die Longhai-Bahn und die Lhasa-Bahn nach Lhasa in Tibet.

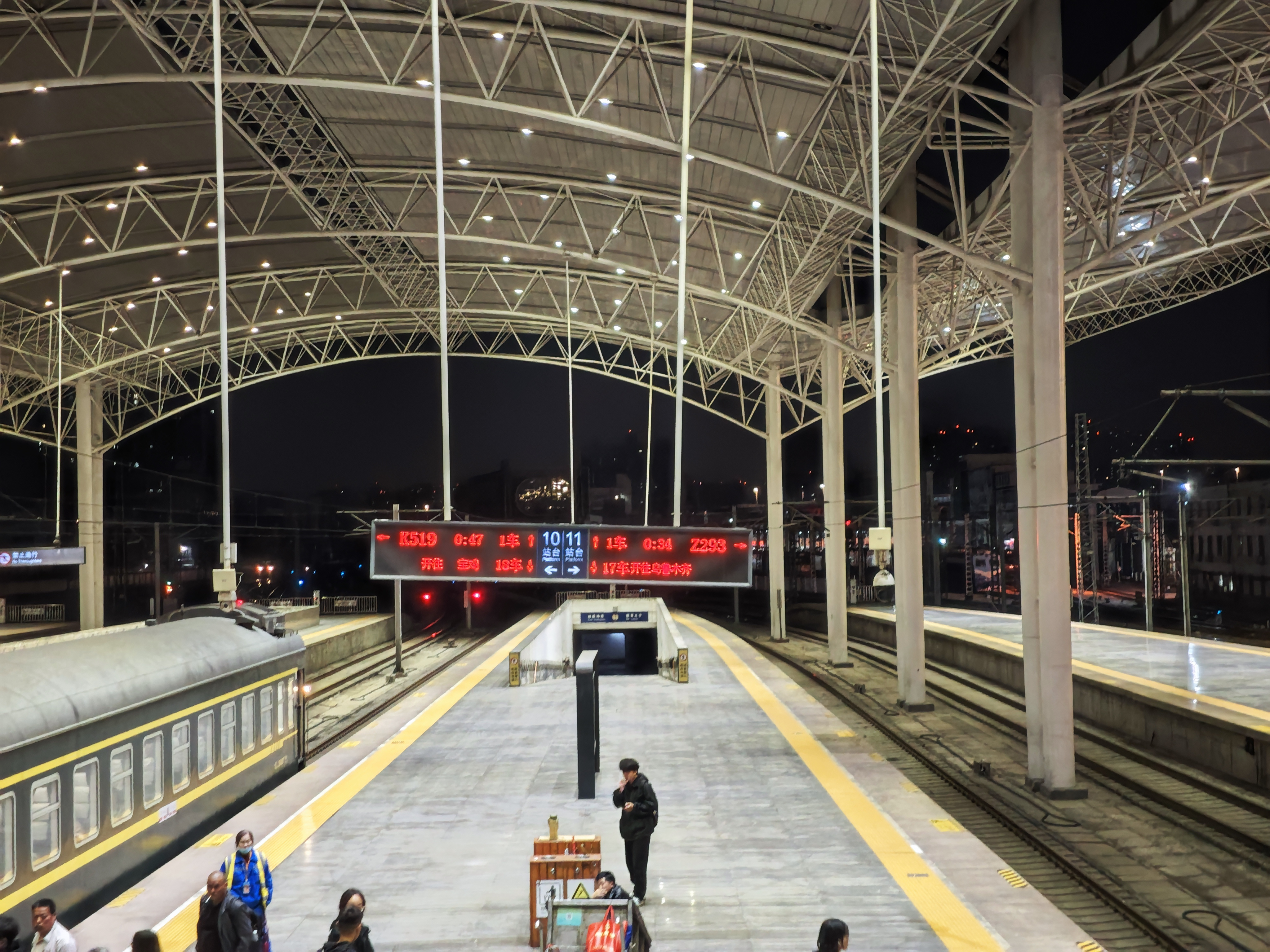
Bahnhof in Zhengzhou, Henan (2024)
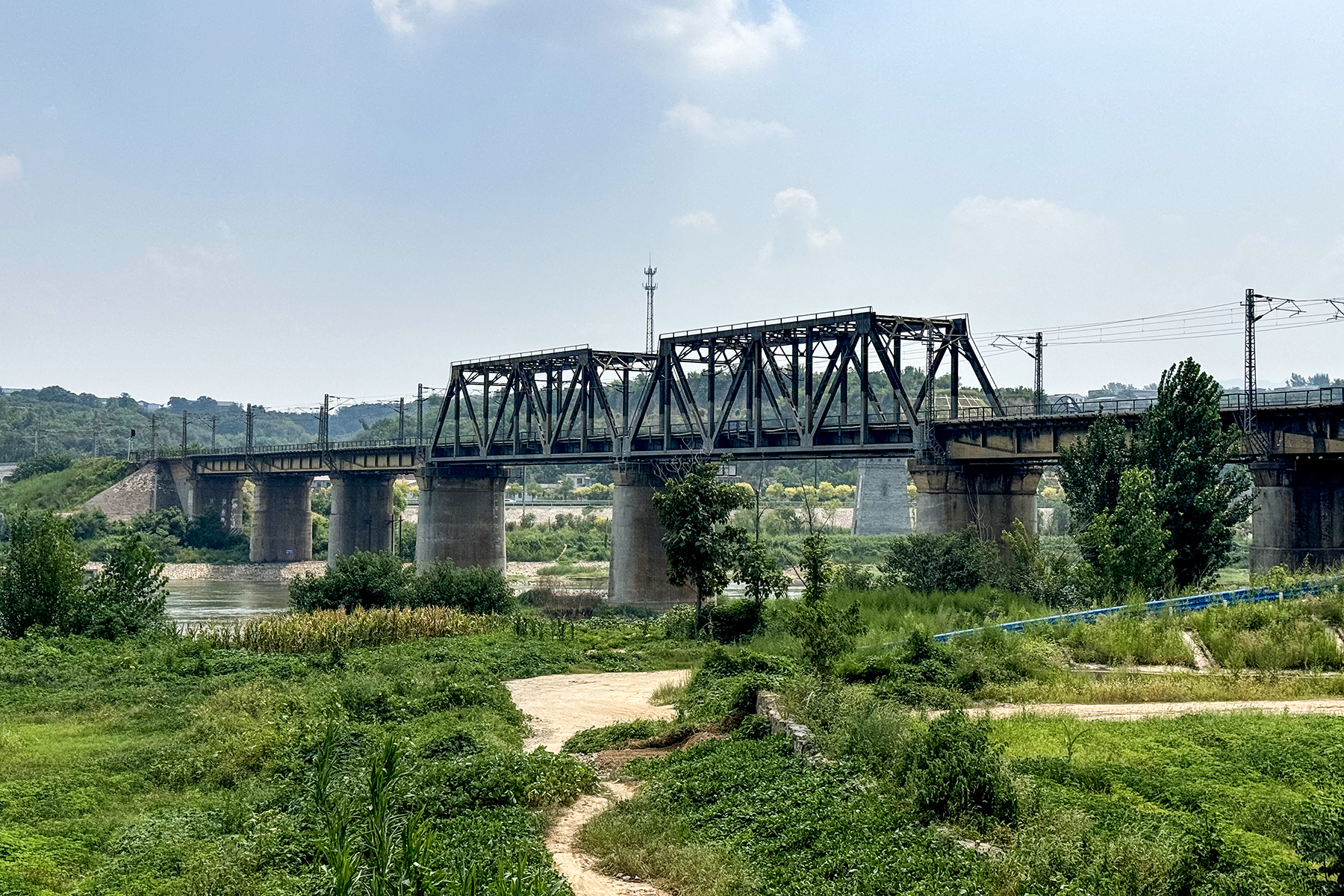
Eisenbahn nahe Gongyi, Henan (2012)
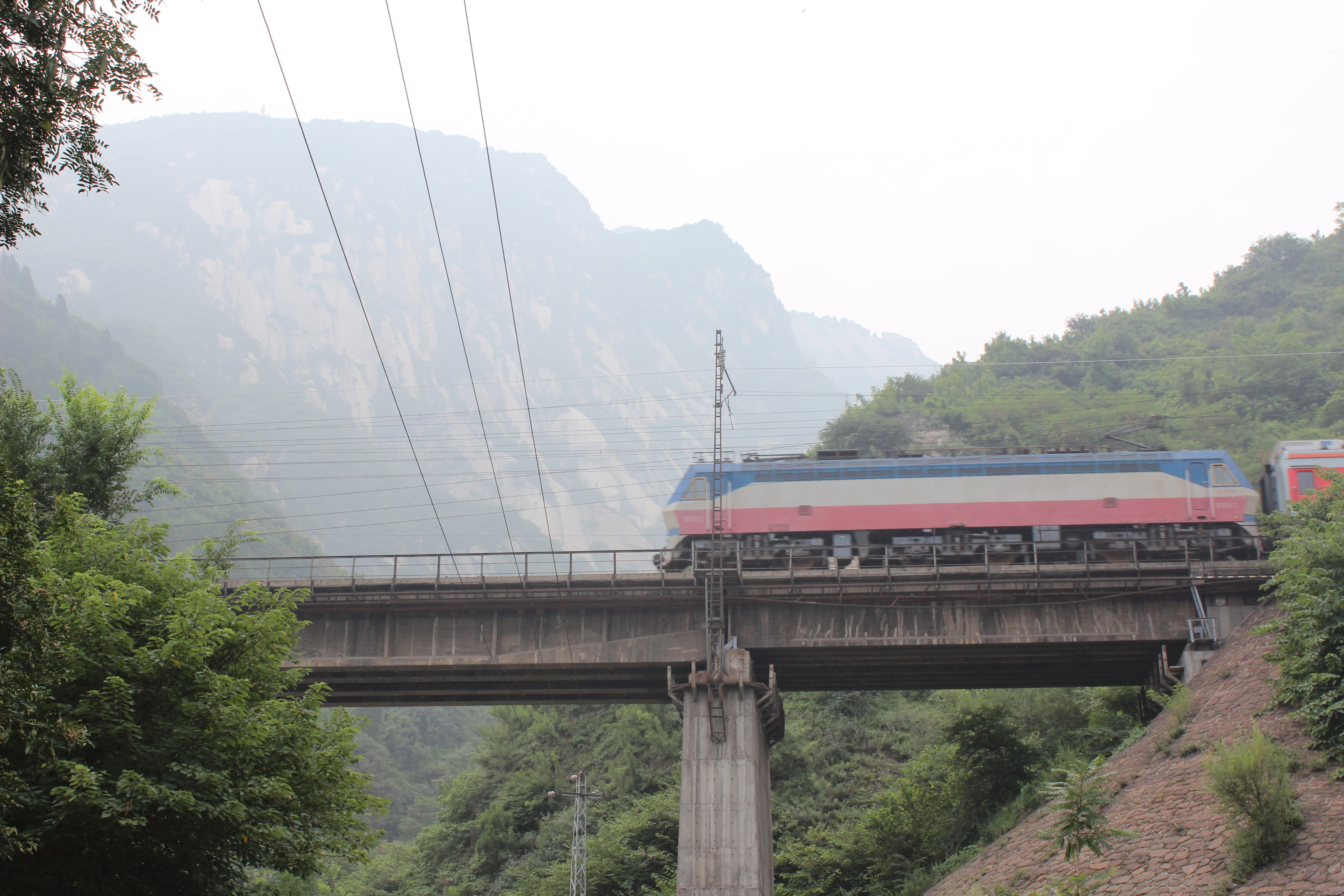
Brücke bei Huashan, Shaanxi (2012)
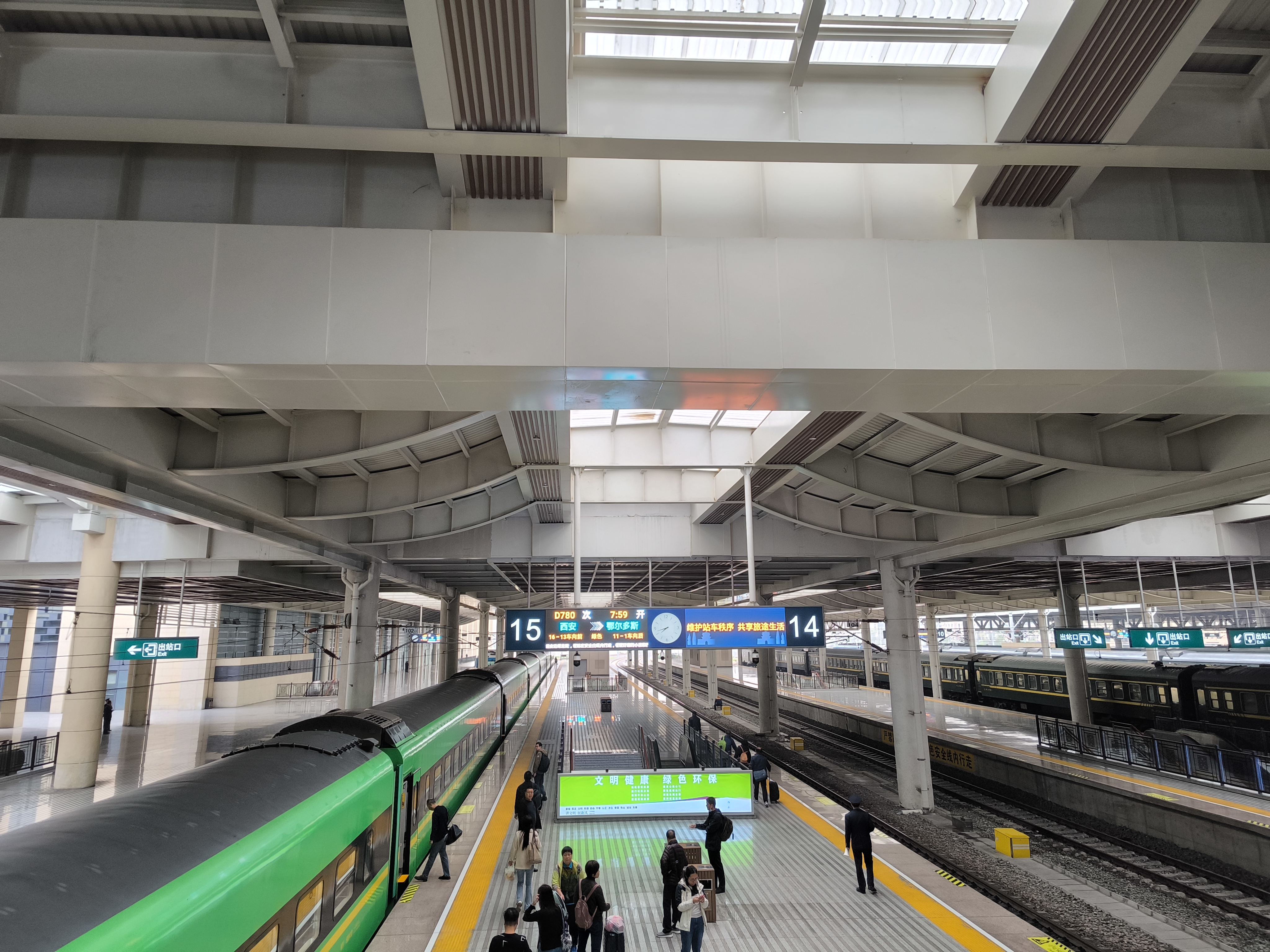
Bahnsteig in Xi’an, Shaanxi (2023)

Von Xi’an aus ist der nächste Umsteigepunkt zur Schnellfahrstrecke in Xianyang West, es ist auch der letzte gemeinsame Bahnhof. In Baoji schließt sich unter anderem die Bahnstrecke Baoji–Chengdu an. Die Longhai-Bahn teilt sich im Tal des Wei He in ein kurvenreiches, altes Gleis und ein geraderes, neues und tunnelreiches Gleis. Beide kreuzen sich und den Wei He mehrfach. Das zweite Gleis wurde ab den 2000er Jahren mit Unterstützung der Weltbank gebaut. Am Bahnhof Tianshui in der Stadt Maiji in Gansu beginnt ebenso ein Abzweig nach Pingliang sowie künftig nach Longnan. Nach Gangu verläuft die Strecke nordwärts über Longxi und Xiaguanying nach Sangyuanzi am Gelben Fluss. Weil ein Teilstück Richtung Lanzhou Ost zurückgebaut wurde, führt die Strecke zum Nordbahnhof von Lanzhou und von dort ebenfalls nach Lanzhou Ost. Ab Xiaguanying bis Lanzhou Ost werden die Gleise der Bahnstrecke Lanzhou–Chongqing genutzt. Am Hauptbahnhof von Lanzhou im Stadtbezirk Chengguan endet die Longhai-Bahn. Es besteht Anschluss nach Baotou, an die Bahnstrecke Lanzhou–Xinjiang sowie die Schnellfahrstrecke Lanzhou–Xinjiang nach Ürümqi und von dort weiter über Kasachstan nach Europa. Über die Bahnstrecke Lanzhou–Qinghai kann Xining erreicht werden, wo sich die Lhasa-Bahn nach Tibet anschließt.

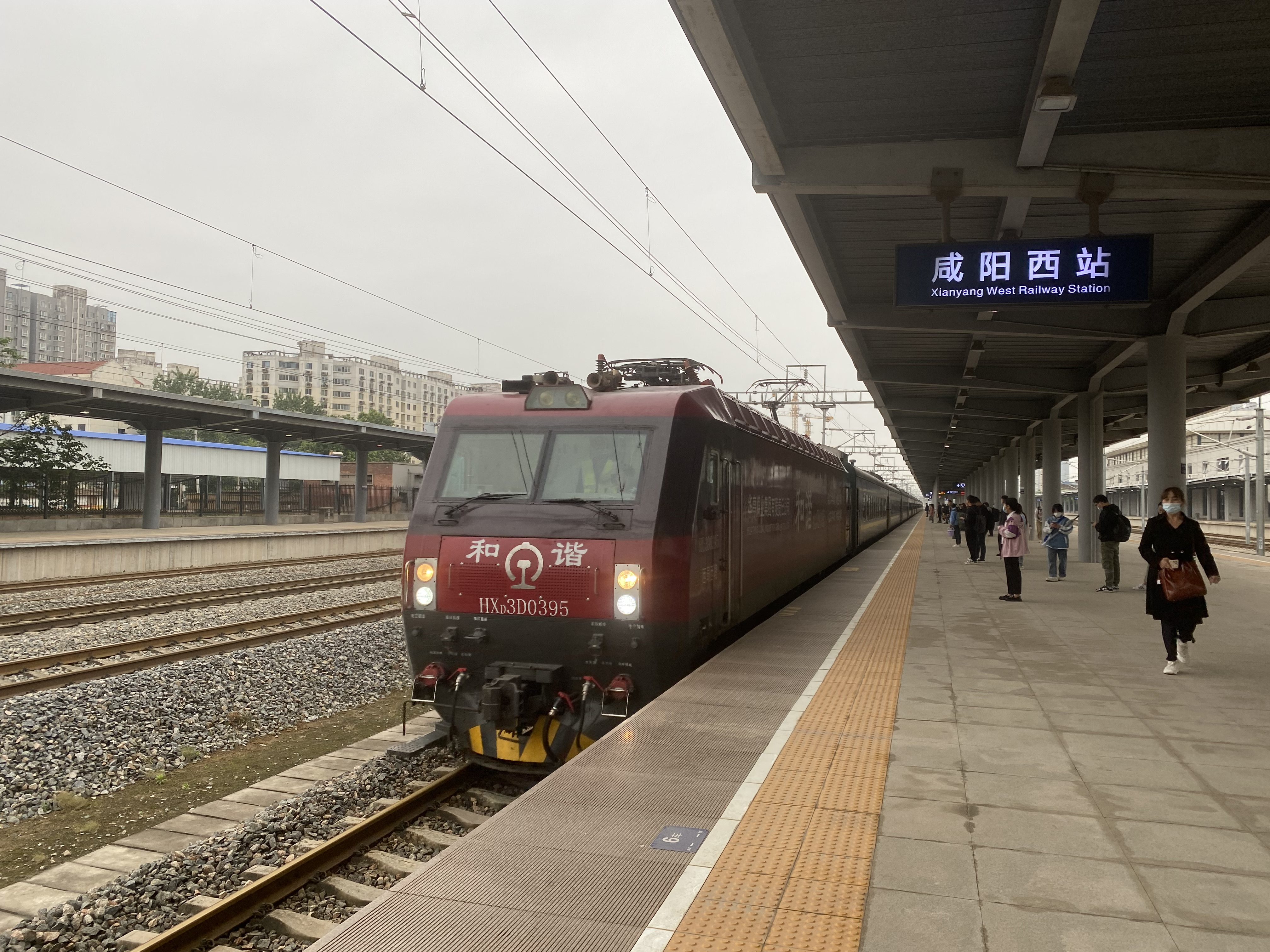
Bahnhof Xianyang West, Shaanxi (2023)
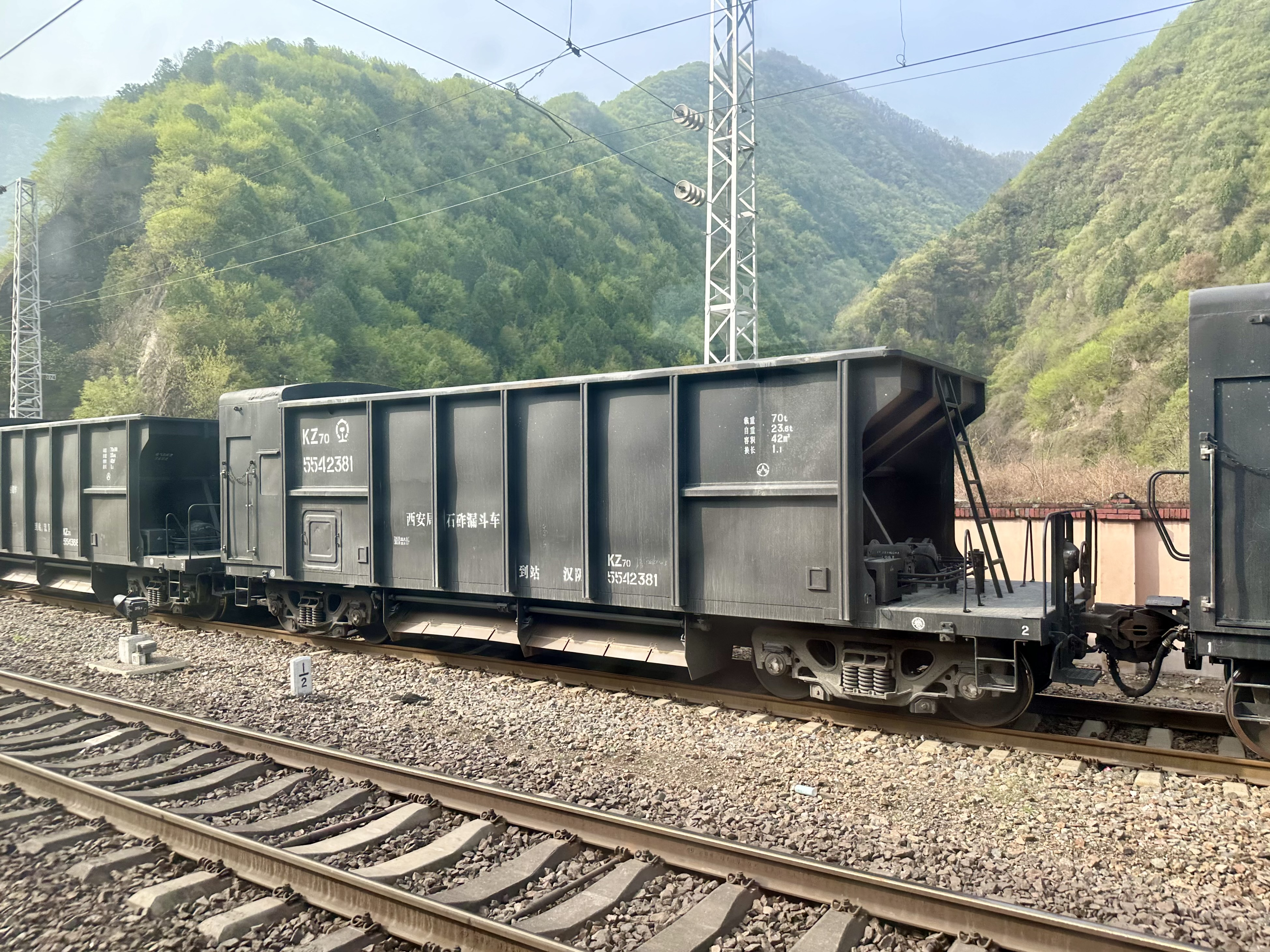
Güterzug in Yanjiahe, Shaanxi (2024)
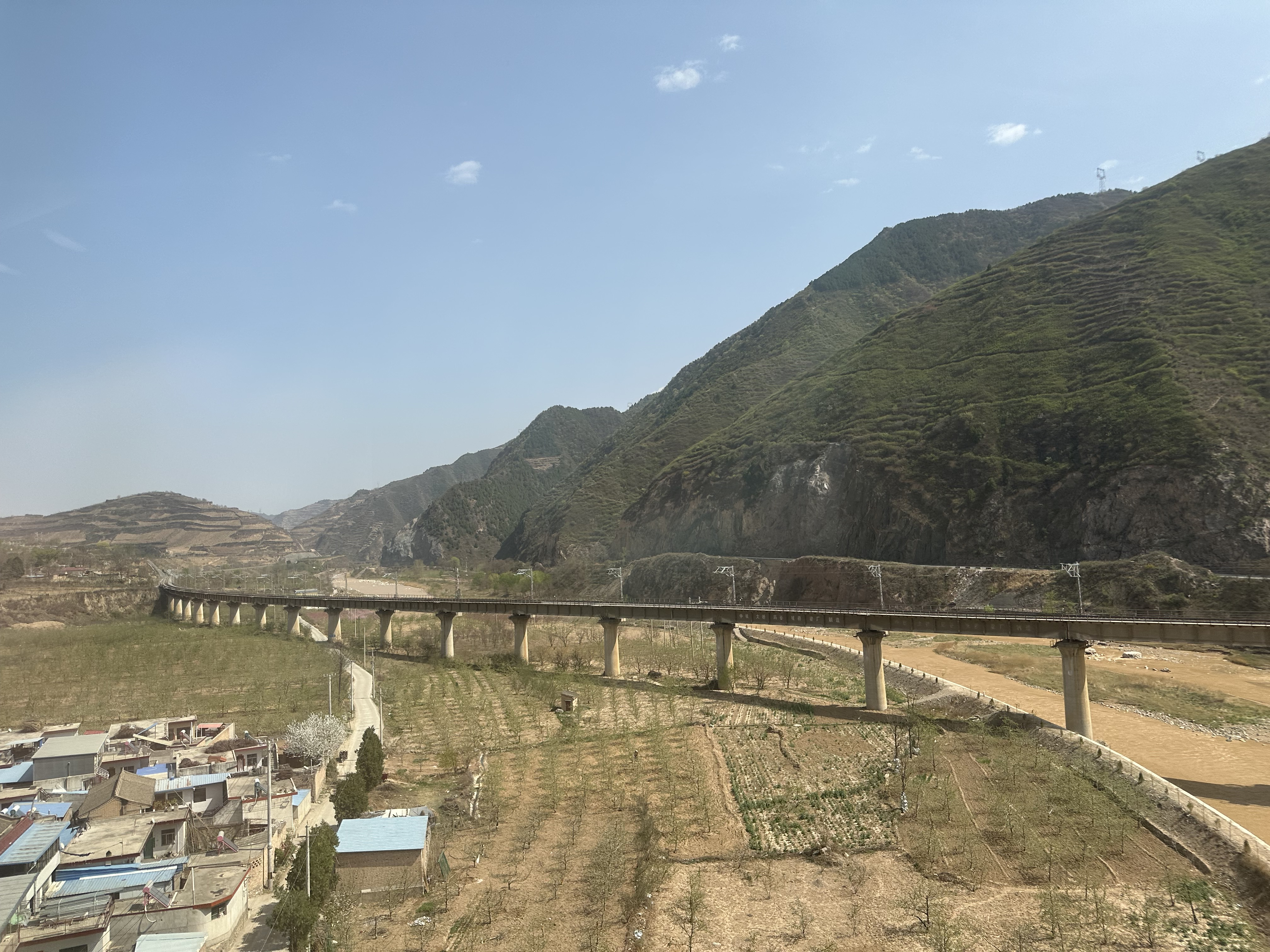
Viadukt des Wei He bei Yuanlong, Gansu (2024)
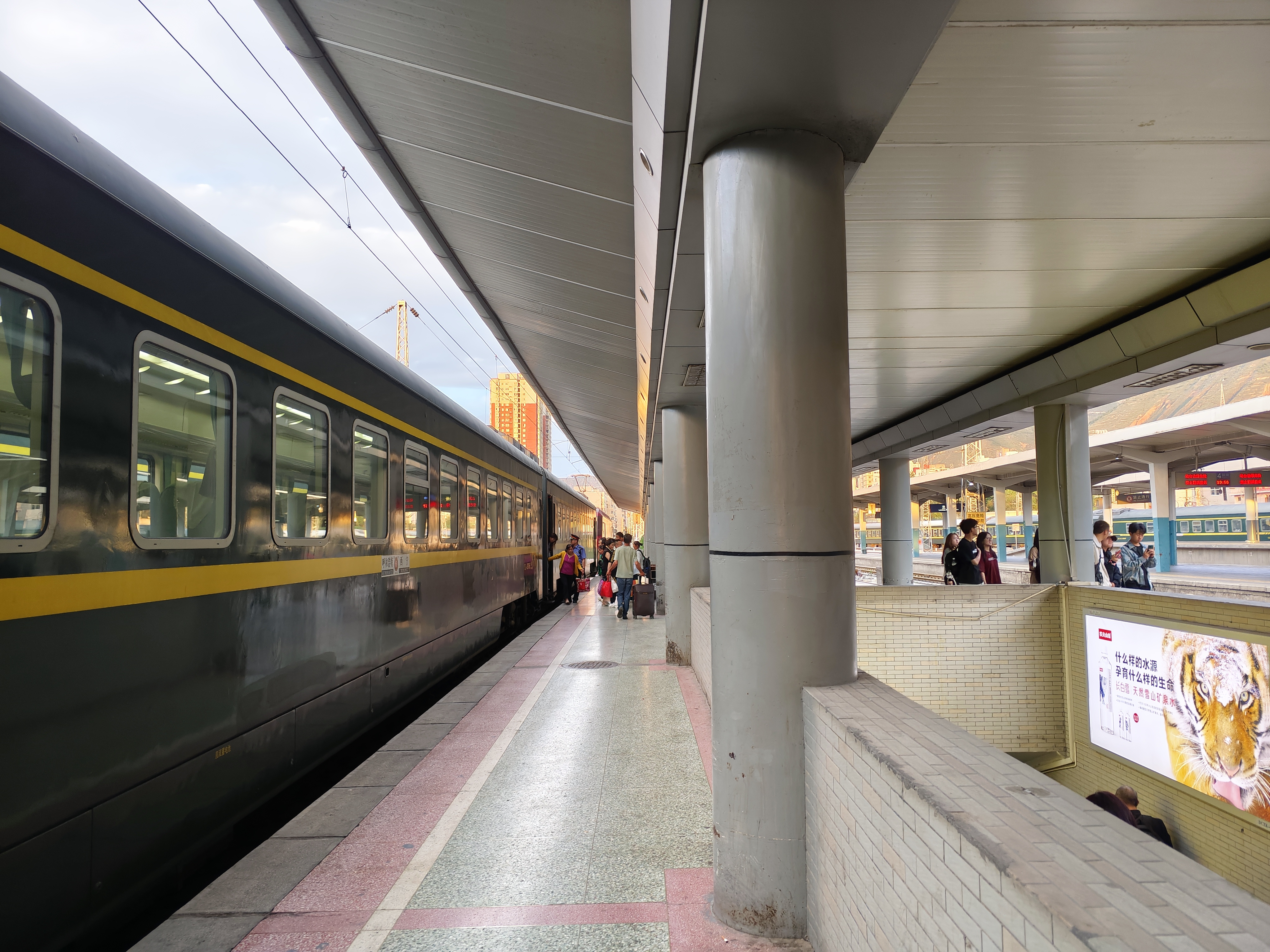
Endstation in Lanzhou, Gansu (2024)

## Name
Der Name Longhai-Bahn besteht aus dem Kurznamen für die Provinz Gansu (chinesisch 陇, Pinyin Lǒng) und der ersten Silbe des Stadtbezirks Haizhou, wo der Bahnhof Lianyungang liegt. Nicht mehr gebräuchlich ist der Name Long-Qin-Yu-Hai-Bahn (chinesisch 隴秦豫海鐵路, Pinyin lǒngqínyùhǎi tiělù) aus der frühen Bauphase, womit die Kurzbezeichnungen für Shaanxi (chinesisch 秦, Pinyin Qín) und Henan (chinesisch 豫, Pinyin Yù) einbezogen wurden. Die Bezeichnung Bahnstrecke Lianyungang–Lanzhou ist in China selten und bezieht sich auf die beiden Endstationen.

## Geschichte

### Bau
Die Bahnstrecke Lianyungang–Lanzhou wurde im Jahrhundert der Demütigung erbaut, und das in mehreren Etappen. Die Folgen des Ersten Japanisch-Chinesischen Kriegs zwangen China schließlich dazu, Konzessionen an europäische Kolonialmächte für den Bau von Eisenbahnstrecken zu vergeben, die sich davon politischen und wirtschaftlichen Einfluss, die Ausbeutung von Rohstoffen und Handelswege in China versprachen. Zudem hatten Kaiser Guangxu und Regentin Cixi zum Ende der Qing-Dynastie nicht genügend eigenes Kapital, die Reparationen des Boxeraufstands spitzten dies zu. So behielt das Kaiserreich lediglich die Bauaufsicht.
Der erste Bauabschnitt war die 184 Kilometer lange Bianluo-Bahn von Kaifeng (damals: Bianliang) nach Luoyang. Sie wurde 1899 von Sheng Xuanhuai, Leiter der Kaiserlichen Bahnverwaltung Chinas, beantragt und ab 1903 von ihm vorbereitet. Zwischen 1905 und 1909 wurde sie schließlich als Nebenbahn der heutigen Bahnstrecke Peking–Guangzhou erbaut von einem belgischen Unternehmen mit der Unterstützung Frankreichs. Der Abzweig lag in Zhengzhou. Das Unternehmen sicherte sich weitgehende Rechte zu bis hin zur Mitbestimmung über innerchinesische Angelegenheiten. Im Jahr 1906 schlugen aristokratische Geschäftsleute vor, unter chinesischer Regie die Bahnstrecke von Luoyang nach Tongguan zu verlängern und gründeten eine Baugesellschaft. 1908 gab es den Vorschlag, die Bahnstrecke von Zhengzhou über Xuzhou nach Lianyungang zu erweitern. Sie verfügten allerdings nicht über das Kapital und Wissen. Am 1. Januar 1910 wurde die Bianluo-Bahn schließlich eröffnet. Dass die Regierung im selben Jahr die Privatinitiativen zur Erweiterung verstaatlichte und weiterverkaufte, trug schließlich zum Wuchang-Aufstand und dem Ende des Kaiserreichs bei.
Nach der Gründung der Republik China nahm die republikanische Regierung einen Darlehensvertrag bei den Belgischen Staatseisenbahnen auf, um die Finanzierung zu gewährleisten. Die Bahnstrecke wurde im Jahr 1915 nach Osten von Kaifeng nach Xuzhou 277 Kilometer verlängert sowie nach Westen von Luoyang bis Guanyintang (in Suzhou). Sie wurde im Januar 1916 eingeweiht. Der Weiterbau wurde wegen Geldmangels ausgesetzt.
Im Jahr 1920 zogen sich Belgien und Frankreich endgültig zurück. Ein neuer Geldgeber fand sich in den Niederlanden und die Bauarbeiten wurden sogleich aufgenommen. Der neue Bauleiter, der aus Frankreich stammte, galt als Schinder der Arbeitskräfte. Zwei Gewerkschaftern wurde Ende 1921 gekündigt, daraufhin traten die Bauarbeiter in den Longhai-Eisenbahnstreik. Die Strecke von Xuzhou nach Haizhou war im Jahr 1923 fertig. Im Folgejahr 1924 konnte der Abschnitt von Guanyintang einige Kilometer über Sanmenxia hinaus fortgesetzt werden, im Jahr 1927 bis Lingbao, jeweils mit belgischer Finanzierung. Die Bahnstrecke von Lianyungang bis Lingbao war bereits 871 Kilometer lang.

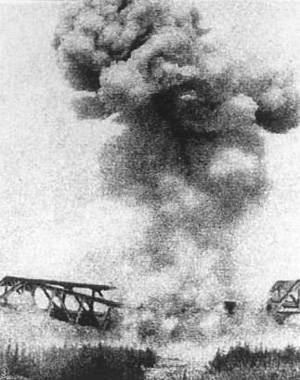
Luftangriff Japans im Zweiten Weltkrieg auf die Longhai-Bahn bei Xuzhou (1938)

 Der Chinesische Bürgerkrieg verschob den Weiterbau erneut. Nach der Wiedervereinigung 1928 beschloss die Regierung der Kuomintang den Weiterbau nach Nordwesten. Der Abschnitt bis Tongguan entstand zwischen 1930 und 1931. Der Abschnitt bis Xi’an konnte von 1932 bis Ende 1934 gebaut werden, erstmals unter komplett chinesischer Finanzierung, wobei eine französische Firma das Baumaterial beschaffte. Im Juni 1935 wurde der östlichste Abschnitt von Haizhou zum Hafen in Lianyun fertig. Die Strecke von Xi’an bis Baoji wurde nach zweijähriger Bauzeit 1936 erreicht.
Im Zweiten Japanisch-Chinesischen Krieg rückte die Kaiserlich Japanische Armee 1938 und 1944 entlang der Longhai-Bahn ins innere Chinas vor und kämpfte um die Eisenbahnknoten Kaifeng und Xuzhou, mehrfach nahm sie die Bahnstrecke ein, wobei es Zerstörungen gab. Zur gleichen Zeit ließ die Regierung die Bahn nach Westen verlängern, durch das Tal des Wei He gab es große bauliche Herausforderungen. Die Arbeiten begannen 1939 und 1945 wurde Tianshui erreicht. Auch nach Fertigstellung kam es immer wieder zu Erdrutschen und Unterbrechungen, der Streckenabschnitt wurde zum Nadelöhr.
Im Jahr 1946 begann der Weiterbau auf der Etappe bis Lanzhou, zunächst wurde Xinyang (bei Tianshui) erschlossen. Erneut unterbrach der Chinesische Bürgerkrieg die Konstruktion. Nach Gründung der Volksrepublik China wurde ab 1950 der letzte Teilabschnitt unter Mao Zedong vollendet: Die Strecke zum Bahnhof Lanzhou war im Juli 1953 fertig und für den Verkehr freigegeben.

### Entwicklung
Während des Zweiten Japanisch-Chinesischen Kriegs baute die Volksbefreiungsarmee die Longhai-Bahn ab, um Japan und ihren Gegner im Bürgerkrieg, die Kuomintang, an ihrer Nutzung zu hindern. Nach Kriegsende wurden die fehlenden Stücke wieder in Stand gesetzt.
Wegen des Baus der Sanmenxia-Talsperre ab 1957 musste die Strecke zwischen Sanmenxia und Lintong komplett verlegt werden. Zwischen 1958 und 1961 wurden Bahnhöfe und Gleise neu gebaut und völlig geändert, einige Haltestellen entfielen ersatzlos, Neue kamen hinzu, darunter Sanmenxia West, Tongguan, Mengyuan und Weinan.
Ausgehend von Lanzhou wurden die Bahnstrecken Lanzhou–Qinghai bis 1959 und Lanzhou–Xinjiang bis 1962 erweitert. Folglich wirkte sich der Bau der Longhai-Bahn erheblich auf die Verkehrserschließung Nordwestchinas aus.
Im Abschnitt Zhengzhou–Baoji wurde von 1956 bis 1970 ein zweites Gleis ergänzt. Von 1979 bis 1980 konnte der Abschnitt Baoji–Tianshui elektrifiziert werden und die Gleise wurden erneuert. Die Bahnstrecke von Xuzhou bis Zhengzhou wurde im Dezember 1980 zweigleisig. Die Elektrifizierung der Strecke von Baoji über Tianshui wurde bis 1984 nach Lanzhou fortgesetzt. Die Elektrifizierung der Strecke von Zhengzhou nach Baoji wurde von 1986 bis 1987 realisiert. Die Bahnstrecke wurde vom Bahnhof Lianyungang bis nach Xuzhou in den Jahren 1984 bis 1996 zweigleisig ausgebaut.
Der Bahnhof Lianyungang lag ursprünglich im Stadtzentrum Haizhous und hieß nach dem Stadtbezirk Xinpu. Im Jahr 1998 wurde die Strecke von da an den Stadtrand verlegt und gekürzt, dort befindet sich die neue Station.
Im Tal des Wei He auf dem Streckenabschnitt Baoji–Tianshui kam es von 2000 bis 2003 zu umfangreichen Bauarbeiten, die von der Weltbank gefördert wurden. Einige Teilstrecken wurden mit Tunnelbauten verkürzt. Eine zweite Spur wurde gelegt, die jedoch teils erheblich abweicht und das erste Gleis mehrfach überquert und mit zahlreichen Brücken die Uferseiten wechselt. Dabei wurden vier neue Bahnhöfe am zweiten Gleis errichtet.
Die Bahnstrecke von Baoji bis Lanzhou wurde bis 2003 zweigleisig. Von 2003 bis 2006 wurde der Linienabschnitt von Xuzhou nach Zhengzhou elektrifiziert und die Gleise erneuert. Die Bahnstrecke wurde zwischen den Bahnhöfen Lianyungang und Xuzhou bis 2009 elektrifiziert. Zwischen Lianyun und Lianyungang wurde im Dezember 2017 ein zweites Gleis fertiggestellt, da der Güterverkehr zugenommen hatte.
Seit den 2010er Jahren gibt es von der Longhai-Bahn Umstiegsmöglichkeiten zum öffentlichen Personennahverkehr, und zwar auf die Xuzhou Metro, die U-Bahn Zhengzhou, die U-Bahn Xi’an, die Luoyang Subway und die U-Bahn Lanzhou. Zwischen den Stationen Lianyun und Lianyungang fährt seit Dezember 2019 eine S-Bahn. Sie hält an allen Stationen und nutzt die Gleise der Longhai-Bahn.
Inzwischen flankieren zwei Hochgeschwindigkeitsstrecken die Longhai-Bahn: Die Schnellfahrstrecke Xuzhou–Lanzhou wurde im Jahr 2019 fertig gestellt und die Schnellfahrstrecke Lianyungang–Xuzhou 2021. Sie zählen zum Projekt Acht vertikale und acht horizontale Linien.
Am 18. Januar 2024 wurde nach anderthalbjähriger Bauzeit der Abschnitt Yuanlong bis Shetang im westlichen Tal des Wei He begradigt und ist vier Kilometer kürzer. Der Haltepunkt in Yuanlong wurde verlegt, zwei Haltestellen entfielen.

## Technische Daten
Die Strecke ist zweigleisig. Die Strecke ist mit Wechselstrom elektrifiziert bei einer Betriebsspannung von 25.000 Volt. Die Spurweite beträgt 1435 mm (Normalspur). Die Strecke wird von der chinesischen Eisenbahngesellschaft China Railway betrieben.